# سودنبرگ
سودنبرگ (به آلمانی: Sodenberg) یک کوه در آلمان است که در بایرن واقع شده‌است. سودنبرگ ۴۸۱ متر بالاتر از سطح دریا واقع شده‌است.